# Ermita de Sant Antoni (Porrera)
Sant Antoni és una ermita al municipi de Porrera (el Priorat) catalogada a l'Inventari del Patrimoni Arquitectònic de Catalunya. L'ermita fou bastida cap al 1610 i refeta el 1773. El 1809 fou ocupada pels francesos que la profanaren. Durant la Primera Guerra Carlina, el 1836, fou fortificada. Durant la Tercera Guerra Carlina fou cremada el 1873 i el 1880 el rector Domingo Barceló n'inicià la reconstrucció. En Josep Maria Simó, ric propietari local, pagà una nova imatge i hom hi traslladà el retaule de la Verge del Carme, procedent de l'església parroquial. Fou de nou malmesa el 1936. A causa de tot el seguit de vicissituds passades, l'edifici no conserva vestigis de les diferents èpoques i té molt escàs valor artístic.
Edifici de planta rectangular amb un petit annexa a la capçalera, destinat a sagristia, bastit de maçoneria i obra arrebossada i pintada i cobert per teula a dos vessants. Interiorment es resol en una sola nau amb capçalera plana i dividida en cinc tramades i cor a la primera. D'un fris continu a cada costat fins al nivell del presbiteri. La façana presenta la porta en arc de mig punt i porta de fusta d'una derna amb la data de 1885, i un ull de bou. És resolt per un campanar d'espadanya. No presenta un especial valor artístic.